# Juan Manuel Dávila Pumarejo
Juan Manuel Dávila Pumarejo (Santa Marta, 23 de junio de 1857-Bogotá, 24 de febrero de 1915) fue un militar y empresario colombiano, miembro del Partido Conservador Colombiano.
Dávila participó en las guerras civiles de Colombia del siglo XIX, llegando al grado de general. Participó en la batalla de Zapamanga, al mando del ejército oficialista en Santander, que enfrentó a los rebeldes liberales al mando de Solón Wilches, en el marco de la Guerra de 1884.
Casi simultáneamente destacó en el mundo empresarial como importador y exportador de bienes, propietario de minas, finca raíz y prestación de servicios. Fue fundador y accionista del Banco Hipotecario, y del Jockey Club de Bogotá con Jorge Holguín.También destacó como constructor, siendo artífice del Ferrocarril del Norte, línea que unía a Bogotá con Zipaquirá, y a Bogotá con el Magdalena. Se considera como uno de los promotores de las migraciones europeas a Colombia a comienzos del siglo XX. Al morir dejó una inmensa fortuna.

## Familia

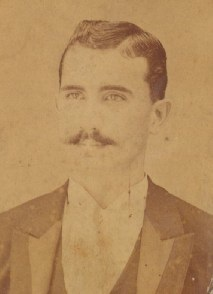
Su hermano, José Domingo.

Juan Manuel Dávila Pumarejo era miembro de la floreciente aristocracia de Santa Marta, siendo el mayor de los hijos del jamaiquino Manuel P. José Dávila García y la colombiana Rosa Andrea Pumarejo Quirós. Sus hermanos eran Francisco, Rómulo, Elisa, Rosa, María, Josefina y José Domingo Dávila Pumarejo. 
Su padre se casó en segundas nupcias con María Luisa Díaz-Granados y de la Torre, con quien tuvo a sus hermanastros Manuel y Luisa Dávila Díaz-Granados. Su hermanastra Luisa, casada con Joaquín de Vengoechea, fue la abuela materna del médico y filántropo Alberto Pumarejo Vengoechea, primo de Rosario Pumarejo, la madre del expresidente Alfonso López Pumarejo.
Su hermano Francisco, casado con Ana Riascos (familar del expresidente Joaquín Riascos) fue el abuelo del dirigente deportivo y convicto Eduardo Dávila Armenta. Manuel, siguió su carrera empresarial, y se casó con María Lucía Aza Laverde; Elisa se casó con Roberto Smith, cuñado de la segunda esposa del empresario Pedro Aquilino López Medina; Rosa con Pedro Fernández de Castro; María con José María Cayón Herrera; y Josefina con Vicente Noguera Conde.
José Domingo, casado en primeras nupcias con Dolores Alzamora de Mier fue nuera del empresario Leo Kopp, fundador de la empresa Bavaria. Luego de su viudez, se casó con el expresidente Alfonso López Pumarejo. En segundas nupcias se unió a Ana María Diaz Granados, con quien tuvo a Carlos Dávila Diaz Granados; y en terceras con Paulina Ortiz, con quien tuvo a Alfonso y Elvira Dávila Ortiz.

### Matrimonio y descendencia

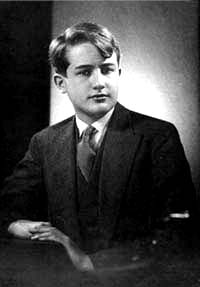
Nicolás Gómez Dávila, su nieto.

Dávila contrajo nupcias con Josefina Ordóñez Reyes, nacida en Bucaramanga e hija del empresario local Francisco Ordóñez Rodríguez, con quien tuvo a sus hijos Beatrice, Ana Rosa, Elisa, Josefina, Carlos, Margot y Cecilia Dávila Ordóñez, siendo patriarca de una importante e influyente prole.
Beatrice se casó con Jaime Holguín y Caro, hijo del expresidente Carlos Holguín y sobrino de los expresidentes Jorge Holguín y Miguel Antonio Caro, y de quienes descienden los hermanos Antonio, Luis y Beatriz Caballero Holguín. Ana se unió a Nicolás Gómez Saiz (bisnieto de Antonio Nariño y su esposa-prima Magdalena Ortega), siendo padres del escritor Nicolás Gómez Dávila. Elisa hizo lo propio con Manuel Vicente Peña; Josefina con Daniel Sáenz Obregón (pariente lejano del pintor Alejandro Obregón y de su sobrina Clara López Obregón). 
Carlos, por otra parte, era cuñado de la abuela de Clara López, Cecilia Rocha Scholls, y fue el padre de Beatrice Dávila Rocha (la mujer más rica de Colombia en la actualidad), esposa del empresario Julio Mario Santodomingo; Margot se casó con Pedro Nel López Pumarejo, hijo del empresario Pedro Aquilino López y hermano del expresidente Alfonso López Pumarejo (tío abuelo de Clara López), y Cecilia con el argentino Alberto Sánchez Cires.
Dávila tuvo como amante a María del Carmen Auristela Balti Enríquez, venezolana con quien tuvo a Pedro Juan Manuel Dávila Balti, de quienes fueron hijos el médico Enrique y el arquitecto Carlos Dávila Barreneche.